# Mars 2025
Cette page présente les faits marquants du mois de mars 2025.

## Environnement
Avec une température de l'air moyenne mondiale de 14,06 °C, mars 2025 est le deuxième mois de mars le plus chaud à l'échelle mondiale jamais enregistré, avec seulement 0,08 °C de moins que celui de mars 2024.
En Europe il s'agit du mois de mars le plus chaud jamais enregistré, à l'exception de la Péninsule Ibérique et du sud de la France. Il était en outre historiquement sec aux Pays-Bas et au nord de l'Allemagne. A l'inverse, l'Espagne et le Portugal ont connu des précipitations extrêmes, voire records. En Catalogne, les précipitations permettent néanmoins de reconstituer à 64%-70% les capacités de réserve d'eau, permettant aux autorités de lever les restrictions d'eau après une sécheresse de 4 ans, la pire pour la région en 2 siècles.

## Événements
- 31 janvier au 15 mars : 131e édition du Tournoi des Six Nations (rugby à XV).
- 26 février au 9 mars : 54e édition des championnats du monde de ski nordique en Norvège.
- 1er mars :
  - élection présidentielle en Abkhazie (second tour), Badra Gounba est élu ;
  - une collision entre deux cars fait au moins 37 morts et 30 blessés sur une route proche de la ville d’Uyuni, dans le sud de la Bolivie[3].
  - Donald Trump, président des États-Unis, désigne l'anglais comme langue officielle de son pays.
- 2 mars :
  - élections régionales à Hambourg (Allemagne) ;
  - élections législatives au Tadjikistan ;
  - la sonde Blue Ghost Mission 1 de la société américaine Firefly Aerospace atterrit sur la Lune, sur le Mons Latreille.
- 3 mars : Christian Stocker devient chancelier fédéral d'Autriche.
- 4 mars :
  - élections législatives micronésiennes ;
  - l'administration Trump annonce la suspension de l'aide militaire des États-Unis à l'Ukraine[4].
- 6 mars :
  - début de l'insurrection des gouvernorats de Lattaquié et Tartous en Syrie[5], le bilan annoncé au soir du 7 mars étant de 230 à 250 morts[6], et approche les 1 500 victimes le 10 mars à la fin officielle des combats ;
  - la Lituanie annonce son retrait de la convention sur les armes à sous-munitions[7] ;
  - l'atterrisseur Athena, de la mission américaine Intuitive Machines 2, atteint la surface de la Lune.
  - lors du bombardement accidentel de Pocheon en Corée du Sud,  deux KF-16 de la Force aérienne de la république de Corée larguent accidentellement un total de 8 bombes Mark 82 sur une zone peuplée de civils à Pocheon, dans la province de Gyeonggi, blessant 15 personnes[8],[9].
- 6 au 9 mars : 38e édition des championnats d'Europe d'athlétisme en salle à Apeldoorn, aux Pays-Bas.
- 6 au 16 mars : 68e édition des championnats du monde IBSF.
- 7 mars :
  - un opérateur d'hélicoptère de la MINUSS et environ 27 soldats sud-soudanais sont tués, après avoir été la cible de tirs d'une milice locale alors qu'ils évacuaient la ville de Nasir, au Soudan du Sud[10] ;
  - des pluies torrentielles font au moins 13 morts à Bahía Blanca en Argentine[11].
- 9 mars :
  - élections sénatoriales en Algérie ;
  - neuf personnes sont tuées par des rebelles des Forces démocratiques alliées, affiliés à l'État islamique, dans le territoire de Lubero, au Nord-Kivu, en république démocratique du Congo[12].
- 10 mars : le porte-conteneurs portugais Solong entre en collision avec le pétrolier américain Stena Immaculate affrété par le Military Sealift Command au large de Grimsby au nord-est de l’Angleterre. Un marin du cargo à disparu, le pétrolier est en feu[13].
- 11 mars :
  - élections législatives au Groenland[14] ;
  - au moins dix personnes sont tuées après que cinq militants d'Al-Shabaab ont fait exploser une voiture piégée et attaqué un hôtel à Beledweyne, en Somalie[15] ;
  - au moins, 25 personnes sont tuées dans le chavirement de leurs bateaux, dans le sud-ouest de la république démocratique du Congo[16] ;
  - au Pakistan, , l'Armée de libération du Baloutchistan attaque un train et prend en otage ses 450 passagers ;
  - annonce de la découverte de 128 nouveaux satellites de Saturne, ce qui porte leur total à 274.
- 12 mars :
  - élections législatives au Belize ;
  - le pétrolier brésilien Olavo Bilac s'encastre dans un quai du port de Santos, près de Sao Paulo, et endommage deux patrouilleurs de classe Grajaú, les Guajará et Guaporé et le patrouilleur NPa Maracanã (P-72), de classe Macaé, de la Marine brésilienne[17].
  - fin d'une parade planétaire[18],[19].
- 13 au 16 mars : championnats du monde simple distance de patinage de vitesse.
- 14 mars : Mark Carney devient le nouveau Premier ministre du Canada.
- 15 au 23 mars : 46e championnat du monde féminin de curling.
- 15 mars :
  - un décret de la Seconde présidence de Donald Trump annonce le démantèlement de sept agences indépendantes du gouvernement des États-Unis dont la U.S. Agency for Global Media, le Woodrow Wilson International Center for Scholars, l'Institut des services des musées et des bibliothèques, le United States Interagency Council on Homelessness (en), le Community Development Financial Institutions Fund (en)[20] ;
  - au moins 27 personnes sont tuées et 30 autres blessées lors d'une frappe aérienne des forces armées birmanes à Let Pan Hla, près de Mandalay, en Birmanie[21] ;
  - des bombardements américains ont lieu contre des sites des houthis au Yémen dans le cadre de la crise de la mer Rouge. Ces derniers déclarent qu'elles ont tués 53 personnes[22].
- 16 mars : l'incendie nocturne de la discothèque Pulse, à Kočani en Macédoine du Nord, où se déroule un concert de hip-hop, fait au moins 61 morts et plus de 150 blessés[23].
- 17 mars :
  - Stuart Young devient Premier ministre de Trinité-et-Tobago, après la démission de Keith Rowley ;
  - un avion British Aerospace Jetstream 32 de Aerolínea Lanhsa (en) transportant dix-huit personnes fait une sortie de piste au décollage de l'aéroport de Roatán au Honduras avant de s’abîmer en mer des Caraïbes[24]. Treize personnes sont mortes dont le musicien Aurelio Martínez[25].
- 17 au 30 mars : 20e édition des championnats du monde de ski acrobatique.
- 18 mars :
  - Tsahal mène des frappes aériennes dans plusieurs régions de la bande de Gaza pour cibler des infrastructures présumées liées au Hamas, faisant, selon cette organisation, au moins 413 morts palestiniens[26], dont au moins 174 enfants, 89 femmes et 32 personnes âgées, et plus de 500 blessés[27] ;
  - début du premier chantier de démantèlement d'un réacteur nucléaire au Japon, deux réacteurs de la centrale nucléaire de Hamaoka doivent l'être d'ici 2042[28] ;
  - au moins dix personnes sont tuées et 20 autres blessées, dans une tentative d'assassinat perpétrée par des militants d'Al-Shabaab visant le président somalien Hassan Sheikh Mohamoud, en Somalie ;
  - au moins 18 séparatistes sont tués lors d'une attaque aérienne de l'armée malienne, dans le nord du Mali[29].
- 19 mars : une vague de manifestations survient en Turquie à la suite de l'incarcération d'Ekrem İmamoğlu, maire d'Istanbul et opposant au pouvoir.
- 20 mars : la septuple médaillée olympique de natation et ministre des Sports du Zimbabwe Kirsty Coventry est élue présidente du Comité international olympique, devenant à la fois la première femme et la première personne africaine à la tête de l'institution.
- 20 au 29 mars : 16e édition des championnats du monde de snowboard.
- 21 mars :
  - début d'une série d'incendies en Corée du Sud qui ont font le plus important depuis la création du cet État. Le premier incendie important s'est produit dans le district de Sancheong, suivi de l'incendie le plus important dans le District de Uiseong. Le bilan, au 27 mars, est de 36 000 hectares et d'au moins 27 tués[30] ;
  - l'armée israélienne bombarde la Tiyas Air Base (en) (T-4) et la base aérienne voisine de Palmyre dans le centre de la Syrie[31]. Des systèmes de défenses antiaérienne et au moins un Soukhoï Su-24 est confirmé détruit[32] ;
  - en visite à Madagascar, le président français Emmanuel Macron s'engage à la restitution de trois crânes sakalava à l'État de Madagascar, jusqu’alors conservés au musée de l'Homme à Paris[33].
- 21 au 23 mars : 20e édition du championnats du monde d'athlétisme en salle.
- 22 mars :
  - au moins 44 personnes sont tuées et treize autres blessées dans une attaque contre une mosquée à Kokorou, au Niger[34] ;
  - un avion de transport DHC-5D Buffalo de la compagnie Kenyane Trident Aviation décollant de la ville somalienne de Dhobley s'écrase à 24 km de Mogadiscio. Les cinq occupants sont morts[35].
- 22 mars au 26 avril : 30e édition du Tournoi des Six Nations féminin.
- 23 mars : huit personnes sont tuées lors de deux fusillades de masse distinctes dans les districts de Nushki et de Kalat, au Baloutchistan, au Pakistan[36].
- 24 au 30 mars : 114e édition des championnats du monde de patinage artistique à Boston (États-Unis).
- 25 mars :
  - au moins 54 personnes sont tuées dans une frappe aérienne militaire soudanaise sur un marché du village de Tora, au Darfour, au Soudan[37] ;
  - des archéologues annoncent la découverte du trésor de Melsonby, composé de centaines d'objets de l'âge du fer, dans le Yorkshire du Nord, en Angleterre.
- 26 mars :
  - au Niger, les partis politiques sont dissous par la junte au pouvoir ;
  - le prix Abel est décerné au mathématicien japonais Masaki Kashiwara.
- 27 mars : 
  - le sous-marin de tourisme Sindbad sombre en Mer Rouge au large de Hurghada en Égypte. Six passagers russes sont morts[38].
  - le premier vol d'un hélicoptère à hydrogène a lieu depuis l'aéroport Roland-Désourdy à Bromont, au Québec[39]. L’appareil utilisé, un Robinson R44 modifié par Unither Bioelectronics, filiale de United Therapeutics (en), aura volé trois minutes et seize secondes[40].
- 28 mars :
  - un séisme de magnitude 7,7 fait plus de 4 900 morts en Birmanie et en Thaïlande ;
  - une trentaine de soldats et une vingtaine de volontaires pour la défense de la patrie (VDP) sont tués dans l'attaque de leur base militaire, dans la ville de Diapaga dans l'est au Burkina Faso[41].
- 29 mars : éclipse solaire partielle.
- 29 mars au 6 avril : 66e édition du Championnat du monde masculin de curling à Moose Jaw au Canada.
- 30 mars : échec du premier lancement du lanceur allemand Spectrum depuis la base de lancement d'Andøya.
- 31 mars : en France, Marine Le Pen, figure principale du parti Rassemblement national, est condamnée à cinq ans d'inéligibilité et deux ans d'emprisonnement pour détournement de fonds publics.